# Josip Šutalo
Josip Šutalo, född 28 februari 2000 i Čapljina, Bosnien och Hercegovina, är en kroatisk fotbollsspelare som spelar för Ajax och Kroatiens landslag.

## Klubbkarriär
Den 21 augusti 2023 värvades Šutalo av Ajax, där han skrev på ett femårskontrakt.

## Landslagskarriär
Šutalo debuterade för Kroatiens landslag den 10 juni 2022 i en 1–0-vinst över Danmark. I november 2022 blev Šutalo uttagen i Kroatiens trupp till VM 2022.